# Heike Balck
Heike Balck (Alemania, 19 de agosto de 1970) es una atleta alemana retirada especializada en la prueba de salto de altura, en la que consiguió ser medallista de bronce mundial en pista cubierta en 1991.

## Carrera deportiva
En el Campeonato Mundial de Atletismo en Pista Cubierta de 1991 ganó la medalla de bronce en el salto de altura, con un salto por encima de 1.94 metros, tras su paisana alemana Heike Henkel y la soviética Tamara Bykova (plata con 1.97 metros).